# City Island (Pennsylvania)
Die Binneninsel City Island ist eine Flussinsel im Susquehanna River und liegt zwischen Harrisburg und dem Cumberland County im Bundesstaat Pennsylvania der USA. Die Insel diente schon in der Urgeschichte als saisonales Siedlungsgebiet der Susquehannock und Irokesen und war zur Gründungszeit von Harrisburg im 18. Jahrhundert als Turkey Island bekannt. Sie war dann lange Zeit in Privatbesitz und trug jeweils den Namen ihrer Besitzer (Maclay’s, Forster’s, Thomas’s, Longnecker’s, Hargest’s und Westbrook’s Island). 1901 ging sie in den Besitz des Harrisburg Athletic Club und später der Stadt Harrisburg über und dient heute als Naherholungsgebiet und Veranstaltungsort.

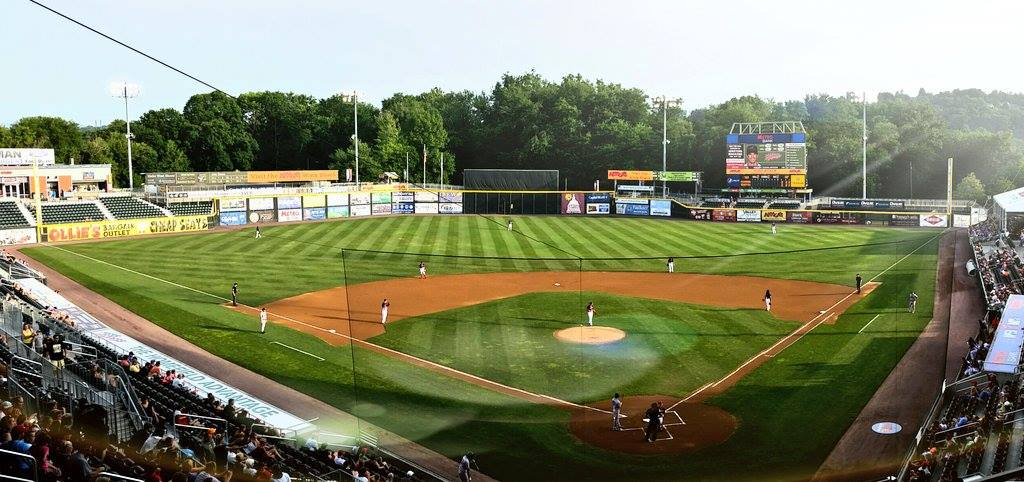
FNB Field der Harrisburg Senators auf der Flussinsel City Island

Auf der Insel liegt das Baseballstadion (FNB Field / Metro Bank Park) der Harrisburg Senators, einem Baseballteam der Minor League. Rundfahrten auf dem meist flachen Gewässer sind von der Insel aus zwischen April und Oktober mit einem über 30 Jahre alten Heckraddampfer möglich, der Pride of the Susquehanna. Zugang zur 26 Hektar großen Insel erhält man über die Market Street Bridge sowie von der Stadt Harrisburg aus über die Walnut Street Bridge (Fußgängerbrücke). Über das flussabwärts gelegene Ende der Insel verläuft zudem die Cumberland Valley Railroad Bridge, eine stillgelegte Eisenbahnbrücke.